# Tl'oh-kiiyaahaang
Tl'oh-kiiyaahaang, banda Kato Indijanaca iz doline Long Valley koju oni nazivaju Konteelhbii', na sjeverozapadu kalifornije, čijem je području po svoj prilici pripadao i današnji Laytonville. Njihova granica prema jugu nije poznata, dok su se na sjever širili kroz cijelu dolinu. 
Po imenu nije poznato nijedno njihovo selo. Ime ove bande Tl'ohteelh, označava travu-beargrass (Xerophyllum tenax), a pripada porodici Melanthiaceae. Zovu se i Grass Band. 

## Vanjske poveznice
- Cahto Band Names